# The Birdman
«The Birdman» es el primer sencillo de su primer álbum, Naveed (1994) de la banda Our Lady Peace.

## Lanzamiento
El Birdman es el primer sencillo lanzado por Our Lady Peace, y sólo en Canadá, el 17 de enero de 1994. Se considera que es la pista menos accesible desde Naveed y fue elegido para ser el primer single por esa razón. Según Catherine McRae, gerente de comercialización interna y desarrollo de artistas de Sony Music Canada, "Nosotros elegimos deliberadamente una sola, que no era una, comercial, radio-single inmediata y luego atendida específicamente primero en radio del campus para construir un zumbido calle en la banda ".

## Significado
La canción es sobre un hombre que conducía el cantante y letrista Raine Maida vio una vez en la calle. El Birdman era el apodo del asesino convicto, Robert Stroud, que fue encarcelado en Alcatraz Federal Penitenciario durante 17 años.
"Supuse que era algún tipo de político que perdió y estaba viviendo en la calle y simplemente volviendo loco toda la noche que era extraño;. Yo sólo cogí unas cuantas palabras al pasar por él, y él era una de las personas más inteligentes que he oído hablar. En ese momento tuve esta iluminación. Yo no le di una oportunidad y hay probablemente tiempos donde pierden oportunidades porque se forman opiniones tan rápidamente. " - Raine Maida
"Yo estaba en la ciudad de Kansas hace un tiempo y había un hombre en la calle. Estaba en mi habitación de hotel y no podía dormir porque este hombre estaba gritando por un megáfono y él estaba gritando sobre un montón de propaganda y cosas, pero al día siguiente cuando me bajé del hotel y que estaba fuera todavía. Tuve la oportunidad de pasar, leer su libro y esas cosas y le oí hablar con otras personas y la canción abarca la cosa en que es un poco como un asesino en serie, donde en la superficie que es sólo un despiadado, un poco sin conciencia, sin asesino remordimiento pero en el fondo el asesino en serie no es, obviamente, una, muy calculador tipo muy inteligente de la persona y eso es lo que yo quería estar en la letra de la canción. Hay tantas maneras diferentes y tantas perspectivas diferentes de ver cosa. El hombre pájaro es precisamente eso en sí mismo, que siempre hay algo más profundo cuando se mira en él ". - Raine Maida

## Video musical
La banda eligió Floria Sigismondi para dirigir el vídeo "El Birdman" después, según Maida, el primer director no identificada Eligieron lanzó una idea que era completamente irrelevante para la canción. Maida tarde fue testigo de la misma idea se utiliza para el vídeo de otro artista por ese director.
Vídeo de Sigismondi se fija contra un telón de fondo la puesta del sol y las estrellas Saúl Fox como el hombre pájaro, así como los miembros de la banda. Saúl aparece en varias ocasiones en el video desfilando alrededor de un nido que llevaba una jaula en la cabeza, vestido con un pico falso y con alas, además de tener cicatrices correspondientes a la espalda mientras la banda toca en. El video termina con Raine Maida volverse loco y patadas en todo el nido de pájaro antes de que el vídeo se desvanece. La versión video de la canción se editó de manera que se desvanece antes de la conclusión real.